# 富田沙織
富田 沙織（とみた さおり、8月3日 - ）は、日本の女性声優。千葉県出身。アプトプロ所属。

## 人物
RAMS Professional Education出身。
以前は青二プロダクションに所属していた。
特技・趣味は歌、水泳、柔道、ピアノ、一輪車、史跡巡り。

## 出演作品
※太字は、メインキャラクター

### テレビアニメ
2008年
- ワールド・デストラクション 〜世界撲滅の六人〜（女子クマ）

2011年
- バカとテストと召喚獣にっ!（女性）
- 変ゼミ（魔女っ子）
- まりあ†ほりっく あらいぶ

### OVA
- OAD 変ゼミ（2011年、女性）

### 劇場アニメ
- 大きい1年生と小さな2年生（2014年、クラスメイト）

### Webアニメ
- 声優刑事（2010年、片桐りぼん）

### ゲーム
- まほろばStories（2007年、白イド）
- パチスロ 回胴合体ゴーケンオーV（2008年、不知火蜜柑）

### ドラマCD
- 快感フレーズ〜リインカーネーション（女）
- 私立!三十三間堂学院（女子生徒）
- ときめきメモリアル Girl's Side 2nd kiss（女子生徒）
- まおゆう魔王勇者 エピソード0 砂丘の国の弓使い（酒場の女）

### ラジオ
- 声タマ☆ロッカールーム 文化放送

### CM
- 大正製薬 リポビタンD＜メイド喫茶編＞（メイド）
- 日清カップヌードル カレーの恋はマイルド?スパイシー?（みるく）
- ヤングアニマル嵐 15秒CMナレーション

### CD
- 「未来」/AS CUBE（Gt・Cho・台詞）

### その他
- JIF ジャパンイラストレーターズフェスティバル（ナレーション）
- Sky PerfecTV! フジテレビ721【チャンネル北野ex「北野ROCK教習所」※番組内でバンド「AS CUBE」結成、ギターを担当】レギュラー
- スマートフォン専用アプリ「声優+plus」